# Heterosoma concolor
Heterosoma concolor är en skalbaggsart som beskrevs av Pouillaude 1915. Heterosoma concolor ingår i släktet Heterosoma och familjen Cetoniidae. Inga underarter finns listade i Catalogue of Life.